# Energy
Energy es un canal de televisión en abierto español operado por Mediaset España. Fue lanzado como señal de prueba el 27 de diciembre de 2011 y el 9 de enero de 2012 de forma oficial.

## Historia
A finales de 2010, tras el acuerdo de fusión entre el grupo Gestevisión Telecinco y Sogecuatro, se llegó a un fin para la adquisición de dos nuevas licencias de televisión. En este caso, quedarían libres dos canales en abierto que serían ocupados tras la integración de ambos grupos audiovisuales en enero de 2011.
El 23 de febrero de 2011, Mediaset España anunció el diseño de los dos canales digitales de Cuatro. Desde entonces se presentó Divinity, y se lanzó el 1 de abril de ese mismo año. Aun así, del otro canal no se supo gran cosa hasta el mes de noviembre.
Tras el lanzamiento de Divinity, comenzaron a aparecer publicaciones sobre Energy. En un principio, el proyecto se quedó en el congelador, aunque después de todo fue retomado y se dijo incluso que estaría en condiciones de debutar después del verano. En el mes de junio se anunció que su nombre preliminar era XTRA y su objetivo era competir directamente con el canal Nitro de Antena 3. A finales de mes se aseguró su lanzamiento para el 2012.
Después de meses sin noticias al respecto, Paolo Vasile (consejero delegado de Mediaset España) confirmó en octubre que tenían dos nombres posibles, la programación y el producto preparados. Sin embargo, tomarían una decisión en función de la situación general, ya que consideraron necesario esperar algunos meses para estudiar la evolución del mercado y el posicionamiento del resto de cadenas. Uno de los nombres posibles era Vértigo, el cual parecía ser el definitivo para el canal masculino. Además, en ese mismo mes, Ramón Fuentes (periodista deportivo de Informativos Telecinco) comentó en una entrevista que la apuesta por el deporte de Telecinco se vería claramente con el lanzamiento de un canal de corte masculino en el que la actualidad deportiva tendría mucha relevancia.
Ya en el mes de noviembre se desveló la otra posible marca del canal: Energy, que fue confirmado semanas después como el nombre definitivo de la cadena. También se confirmó que los espacios publicitarios de este canal, se negociarían dentro de la estrategia comercial de todo el grupo con el modelo de pauta única publicitaria, en el que ya se vendía conjuntamente la publicidad de La Siete, Factoría de Ficción y Divinity.
Tras el cese de emisiones de Canal+ 2 en la TDT Premium, el día 20, Energy comenzó sus emisiones "en pruebas" con un bloque publicitario ofreciendo alguno de los contenidos que definieron la programación definitiva del canal desde enero de 2012. Así, el canal masculino de Mediaset España sustituyó la señal de Canal+ 2, producido por Prisa TV, desde el 19 de diciembre de 2011.
El día 27 de diciembre de 2011, el Grupo Mediaset España lanzó las emisiones en pruebas de su séptimo canal, Energy. Estas emisiones arrancaron con una programación parcial de 6 horas diarias, ofreciendo reposiciones de programas de Cuatro, así como la reemisión del Campeonato Internacional de Fútbol 7 antes de iniciar su programación oficial el 9 de enero de 2012. Energy es una televisión dirigida a un público masculino y su objetivo es competir directamente con el canal Nitro de Atresmedia, también dirigido al mismo público.
El 28 de diciembre de 2011 y a falta de dos semanas para producirse el inicio de emisión del canal, el operador de pago ONO, incorporó el canal de Mediaset en el dial 65. Días después de conocer la incorporación de ONO, Canal+ anunció su integración en el paquete básico de su operadora en el dial 96. Sin embargo, a mediados de febrero de 2012, se dio a conocer que la plataforma modificaría sus diales con el objetivo de agrupar de mejor manera los canales y se pasaría al dial 95, agrupados en un mismo pase de canales y por detrás de las temáticas de Antena 3 y Divinity.
El 9 de enero de 2012, Energy arrancó sus emisiones oficiales con una programación variada en contenidos como las series El Comisario o Los simuladores y entre otros, programas de entretenimiento como Top Gear, Callejeros, Desafío Extremo y Humor amarillo. Destaca la emisión en directo de la Ceremonia de entrega de los premios Balón de Oro a partir de las 18:30 horas y comentado por los periodistas de Deportes Cuatro e Informativos Telecinco. Así, teniendo en cuenta su primera emisión, el nuevo canal de Mediaset España se estrenó con un 1,02% de cuota de pantalla. El buen comienzo de Energy se debe, fundamentalmente, a la emisión de la gala del Balón de Oro que logró un 3,1% de cuota de pantalla en su retransmisión.
El 1 de febrero de 2012, la familia de canales del grupo compuesta por Cuatro, Divinity y Energy, reordenó su estrategia de implantar el sistema de pauta única publicitaria y la oferta de módulos, adoptando un sistema de comercialización mixto bajo el nombre NosoloFDF. De esta manera, es Cuatro quien marca la pauta de emisión de los bloques publicitarios tanto de Energy como de Divinity. Por otro lado, Factoría de Ficción marca la pauta de La Siete y los canales Telecinco y Boing emiten bloques independientes.
El 11 de febrero de 2012, el canal masculino de Mediaset España lanzó una campaña de cortinillas con consejos para celebrar el Día de San Valentín, mostrando a los espectadores una serie de mensajes y consejos para tener éxito en su celebración. Sin embargo, el mismo martes 14 de febrero el canal mostrará una última autopromoción en la que concluye con una frase: "Si has seguido nuestros consejos tendrás un día feliz. ¡Feliz San Valentín!". Además, este canal emitió el último partido de fútbol sala, donde España se enfrentó a Rusia, siendo visto por casi 600 mil espectadores y el 3,4% de cuota de pantalla. Sin embargo, el partido consiguió el segundo puesto en el ranking de las emisiones más vistas, incluso superando la audiencia de la entrega del Balón de Oro.
El 20 de febrero de 2012, el conjunto de canales del grupo Mediaset España (Telecinco, Cuatro, Factoría de Ficción, La Siete y Divinity) presentaron, en exclusiva, a las 22:01 horas, una promo animada en el que la "familia Mediaset" dio la bienvenida al recién allegado Energy, el último canal en incorporarse a su oferta televisiva y presentarlo en sociedad.
El 2 de julio de 2012 el canal decidió añadir a su oferta una serie de programas dedicados a las aventuras, los docu-reality y al género factual. Esta batería de estrenos de formatos reforzó la de contenidos de Energy, caracterizada por eventos deportivos, el cine clásico y de acción y los programas de aventuras.
En el mes de julio de 2012, Energy consiguió el máximo mensual en la TDT con una cuota del 0,9%, estando a 5, 6 y 9 décimas de sus principales competidores. En cuanto a su perfil, el canal se escora hacia el segmento masculino con edades entre los 13 y 44 años. También destacar que Energy consigue sus mejores resultados en la franja de madrugada.
Desde la madrugada del 19 al 20 de junio de 2013, Energy comenzó a emitir durante las 24 horas del día. Sus primeras emisiones nocturnas, de lunes a viernes, fueron los factuals Bomb patrol; Multas, multas y más multas y Toma el coche y corre. Las de los fines de semana fueron Bomb patrol, Negocios de familia, Transportes imposibles y Mudanzas imposibles. Meses más tarde, el 18 de noviembre, el canal modificó su programación y su imagen corporativa.
En la madrugada del 6 al 7 de mayo de 2014, tras el cierre La Siete y Nueve, Mediaset España reubicó el programa Premier Casino y la teletienda en Energy, por lo que se volvieron a reducir las horas de emisión de la cadena. Además, incluyó en su programación las reposiciones de los principales docushows de Cuatro.
Un año y medio después, debido a los irregulares datos de audiencia que venía cosechando Energy y al lanzamiento de Atreseries por parte de Atresmedia, Mediaset España decidió darle un giro convirtiéndolo en un canal de series. Esta etapa comenzó el 30 de noviembre de 2015.
Desde el 7 de enero de 2016 hasta el 21 de abril, el canal emitió en alta definición de manera transitoria, a través de una frecuencia que le adjudicó el Gobierno, sustituyendo así Boing HD, que también había emitido en alta definición de forma temporal. A partir del 21 abril esta licencia fue utilizada para Be Mad, el nuevo canal de Mediaset España.
El 14 de febrero de 2024, inició sus emisiones en HD, siendo obligado por el Real Decreto 16/2023, de 17 de enero, el cual forzaba a todos los canales de la TDT en emitir en  alta definición.

## Programación
La programación de Energy está especialmente dirigida a un público principalmente masculino, joven y urbano, con una oferta cinematográfica y de series de ficción, tanto nacionales como extranjeras. Anteriormente, el canal también emitió contenidos deportivos, documentales de actualidad, cine y series. El canal reflejaba el espíritu del mundo del deporte y del mejor entretenimiento para los hombres dedicando gran parte a los eventos deportivos y emitiendo el Mundial y el Campeonato de España de Motociclismo; la Eurocopa, la Copa del Rey, la UEFA Europa League y el Campeonato de Fútbol 7; el Campeonato Europeo de fútbol sala de la UEFS y la NBA de baloncesto. La ficción de cine y series americanas también formaban y siguen formando parte de su programación.
Por otra parte, la cadena acogió en sus inicios Europa en Juego, el programa resumen de la UEFA Europa League presentado por Ramón Fuentes; otro espacio en el que el periodista analizaba los resultados de la Copa del Rey de Fútbol y la reemisión de Deportes Cuatro. Energy emitió también otros programas como Ultimate Fighting Championship (UFC), Top Gear, Monster Jam, Frank de la Jungla, Desafío Extremo y Gladiadores del siglo XXI, así como el clásico Humor amarillo, y series de ficción.
Además, de lunes a viernes a las 00:00 horas, el canal proponía un contenedor que emitía los espacios Callejeros, Bagdad: el imperio de los sentidos, Ciudades del pecado, After hours y Guía sexual del siglo XXI. Energy ha ofrecido también una batería de docu-realities, algunos de ellos de estreno en España, como El mundo en moto con Ewan McGregor, Destination Truth, That tough, The internacional sexy ladies show, Los cazadores de mitos, Trabajos sucios y Pánico indiscreto, entre otros. Por último, el prime time de lunes a jueves contenía un slot de cine con títulos de calidad especialmente dirigidos al público masculino.
Con motivo del estancado cúmulo de audiencia del canal, el grupo Mediaset España quiso reforzar su oferta con la adquisición de varios programas, dedicados entre otros al género de aventuras, el factual y docurreality. Estos cambios hicieron que, además de con Nitro, compitiera con Xplora y Discovery Max.
Por otro lado, Energy reestructuró su oferta en noviembre de 2013 y creó contenedores para agrupar sus diversos programas y series, bajo el eslogan Encuentra tu E. Los contenedores creados fueron Energy Report (programas de actualidad, información y especialidad),Energy Wildlife (aventura y naturaleza), Energy Extreme (programas que muestran condiciones y límites extremos), Energy Speed (velocidad y adrenalina), Energy Food (gastronomía), Energy Auction (pujas, subastas y embargos), Energy Attitude (arte, tatuajes y curiosidades), Energy Travel (viajes), Series de élite (American Horror Story, Blue Bloods, CSI, Falling Skies, Homeland, Last Resort, Mad Men, NCIS, Sleepy Hollow,  Sobrenatural, Spartacus, Strike Back, Terra Nova), Energy Sport (retransmisiones deportivas y el programa Tiki-Taka), Energy enigma (reposiciones de Cuarto milenio) y Energy Eventos (miniseries y documentales emitidos en días especiales). Además, la cadena cuenta con contenedores de cine como Cinergetic (películas principalmente de acción) o Cinemonster (películas de terror y ciencia ficción).
Finalmente, debido a que la audiencia no mejoraba y que Atresmedia lanzó Atreseries, Energy inició una nueva etapa como canal temático de ficción orientado al público masculino, concentrando su oferta en cine y series nacionales e internacionales. Estos contenidos están destinados a un público masculino, de entre 25 y 54 años, y de carácter urbano.

## Imagen corporativa

Desde 2011

## Derechos deportivos

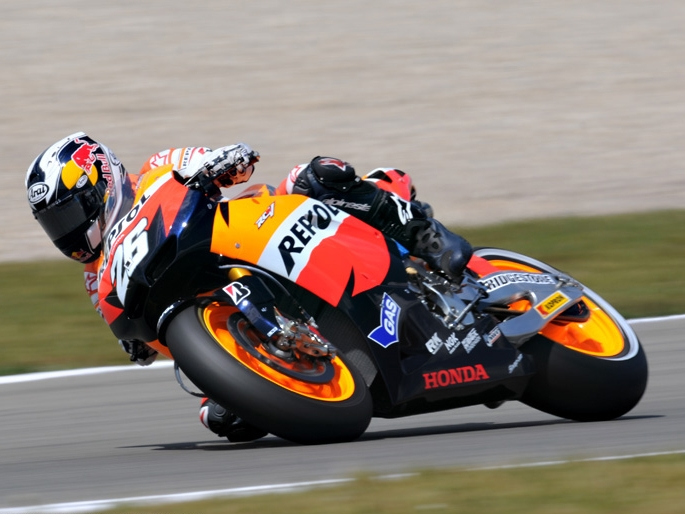
Honda RC212V pilotada por Dani Pedrosa en el Circuito de Assen en 2010.

En marzo de 2010, Mediaset España alcanzó un acuerdo con la empresa Dorna Sports para la emisión del Mundial de Motociclismo a partir de abril de 2012. Tras este acuerdo y con el lanzamiento de Energy en enero de 2012, el grupo de comunicación decidió que los entrenamientos libres del Mundial (MotoGP, Moto2 y Moto3) fueran exclusivos para este canal.
El 17 de enero de 2012, el grupo Mediaset España adquirió los derechos del Campeonato de España de Velocidad (CEV) de motociclismo para su emisión íntegra en el canal de nueva generación Energy. Así, los amantes del mundo del motor de dos ruedas, podrán disfrutar del campeonato Buckler 2012 en Energy, el canal que emitirá la primera prueba a partir del 1 de abril del mismo año desde el Circuito de Jerez.
Además del motociclismo, el canal Energy dispuso —en exclusiva— de los derechos de emisión del Europeo de Fútbol Sala para principios del 2012. Así, desde el 31 de enero y hasta el 11 de febrero, la Eurocopa de fútbol se emitió en este canal donde se jugaron un total de diez partidos. Su último partido con emisión el sábado 11 de febrero de fútbol sala, donde España se enfrentó a Rusia, fue visto por casi 600 mil espectadores y el 3,4% de cuota de pantalla. Además, consiguió el segundo puesto del ranking de las emisiones más vistas de las temáticas, incluso superando la audiencia de la entrega del Balón de Oro.
El 12 de abril de 2012, Mediaset España renovó sus derechos de emisión en abierto de la UEFA Europa League por tres temporadas más hasta 2015. El grupo que ya se hizo en 2009 con los derechos de la Europa League, repite tres años después debido al éxito de audiencia. Además, en el mismo mes, la compañía arrebató los derechos del Roland Garros a Televisión Española para ofrecer en exclusiva los torneos de tenis en los principales canales del grupo como Telecinco, Cuatro y Energy, completando así la oferta deportiva para el 2012 bajo la marca unificada Mediaset Sport.

## Eslogánes
- 2012-2013: Energy for you
- 2013-2016: Encuentra tu E
- Desde 2016: El canal de las series de verdad
- 2017: Somos muy de series
- 2019: Las series nos hacen grandes

## Audiencias
Evolución de la cuota de pantalla mensual y anual, según las mediciones de audiencia elaborados en España por Kantar Media. Están en negrita los meses en que fue líder de audiencia.
| Año  | Enero   | Febrero | Marzo | Abril | Mayo | Junio | Julio | Agosto | Septiembre | Octubre | Noviembre | Diciembre | Media anual |
| ---- | ------- | ------- | ----- | ----- | ---- | ----- | ----- | ------ | ---------- | ------- | --------- | --------- | ----------- |
| 2012 | 0,7%**  | 0,8%    | 0,7%  | 0,8%  | 0,8% | 0,8%  | 0,9%  | 1,0%   | 1,0%       | 1,0%    | 1,0%      | 1,1%      | 0,9%        |
| 2013 | 1,4%    | 1,2%    | 1,3%  | 1,3%  | 1,3% | 1,4%  | 1,3%  | 1,6%   | 1,9%       | 1,2%    | 1,1%      | 1,2%      | 1,1%        |
| 2014 | 1,5%    | 1,2%    | 1,2%  | 1,3%  | 1,4% | 1,7%  | 1,9%  | 2,1%   | 1,8%       | 1,6%    | 1,6%      | 1,5%      | 1,6%        |
| 2015 | 1,5%    | 1,5%    | 1,5%  | 1,5%  | 1,6% | 1,6%  | 1,7%  | 1,9%   | 1,5%       | 1,6%    | 1,3%      | 1,6%      | 1,6%        |
| 2016 | 1,7%    | 1,7%    | 1,8%  | 1,7%  | 1,7% | 1,8%  | 1,9%  | 2,1%   | 1,9%       | 2,0%    | 1,9%      | 2,0%      | 1,9%        |
| 2017 | 2,0%    | 1,9%    | 2,0%  | 2,1%  | 2,1% | 2,1%  | 2,0%  | 2,0%   | 2,0%       | 1,8%    | 1,9%      | 1,9%      | 2,0%        |
| 2018 | 1,8%    | 1,7%    | 1,6%  | 1,6%  | 1,8% | 1,8%  | 1,9%  | 2,2%   | 2,1%       | 2,1%    | 2,2%      | 2,3%      | 1,9%        |
| 2019 | 2,3%    | 2,3%    | 2,4%  | 2,3%  | 2,3% | 2,4%  | 2,6%  | 2,9%   | 2,5%       | 2,3%    | 2,4%      | 2,5%      | 2,4%        |
| 2020 | 2,5%    | 2,4%    | 2,1%  | 2,2%  | 2,3% | 2,3%  | 2,6%  | 2,5%   | 2,3%       | 2,2%    | 2,0%      | 2,0%      | 2,3%        |
| 2021 | 1,9%    | 1,9%    | 1,9%  | 2,0%  | 2,0% | 2,1%  | 2,5%  | 2,3%   | 2,3%       | 2,3%    | 2,3%      | 2,2%      | 2,1%        |
| 2022 | 2,2%    | 2,1%    | 2,2%  | 2,3%  | 2,6% | 2,6%  | 2,7%  | 2,9%   | 2,6%       | 2,6%    | 2,7%      | 2,5%      | 2,5%        |
| 2023 | 3,0%    | 3,0%    | 3,1%* | 3,1%  | 3,1% | 3,0%  | 3,0%  | 3,1%   | 2,7%       | 2,8%    | 2,9%      | 2,9%      | 3,0%        |
| 2024 | 2,7%    | 2,7%    | 2,7%  | 2,7%  | 2,5% | 2,3%  | 2,3%  | 2,5%   | 2,3%       | 2,1%    | 2,0%      | 2,2%      | 2,4%        |
| 2025 | 2,4%*** | 2,5%    | 2,5%  | 2,5%  | 2,5% | 2,6%  | 2,6%  |        |            |         |           |           |             |

* Máximo histórico | ** Mínimo histórico | *** Colíder 